# Vägglavar
Vägglavar (Xanthoria) är ett släkte av lavar. De ingående arterna har antingen bladlik eller buskformig bål och är orangegula till orangerödaktiga i färgen. Det som ger vägglavarna deras färg är att de innehåller parietin. Om vägglavar utsätts för kontakt med kalilut sker därför en reaktion som resulterar i att lavens bål färgas röd. Vägglavar är nära besläktade med orangelavar, släktet Caloplaca. 
Släktet beskrevs först av Fr., och fick sitt nu gällande namn av Theodor 'Thore' Magnus Fries. Xanthoria ingår i familjen Teloschistaceae, ordningen Teloschistales, klassen Lecanoromycetes, divisionen sporsäcksvampar och riket svampar.

## Galleri (arter i urval)

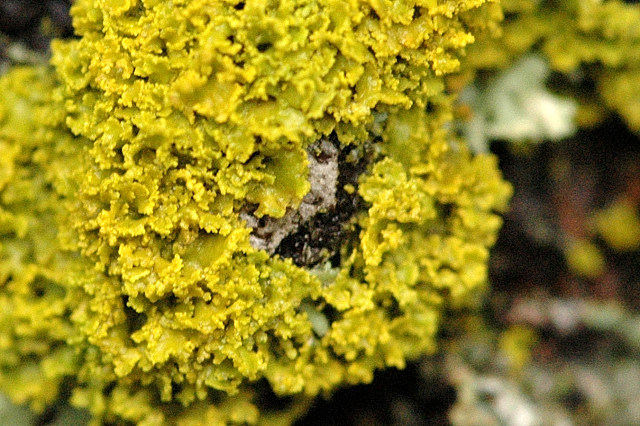
Ljuslav, förr använd för att färga talgljus
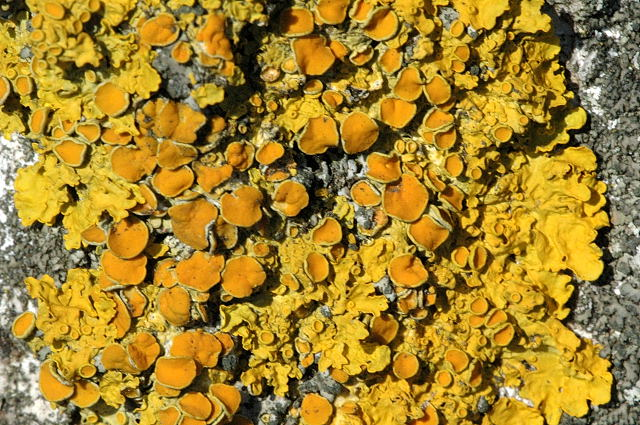
Mångfruktig vägglav
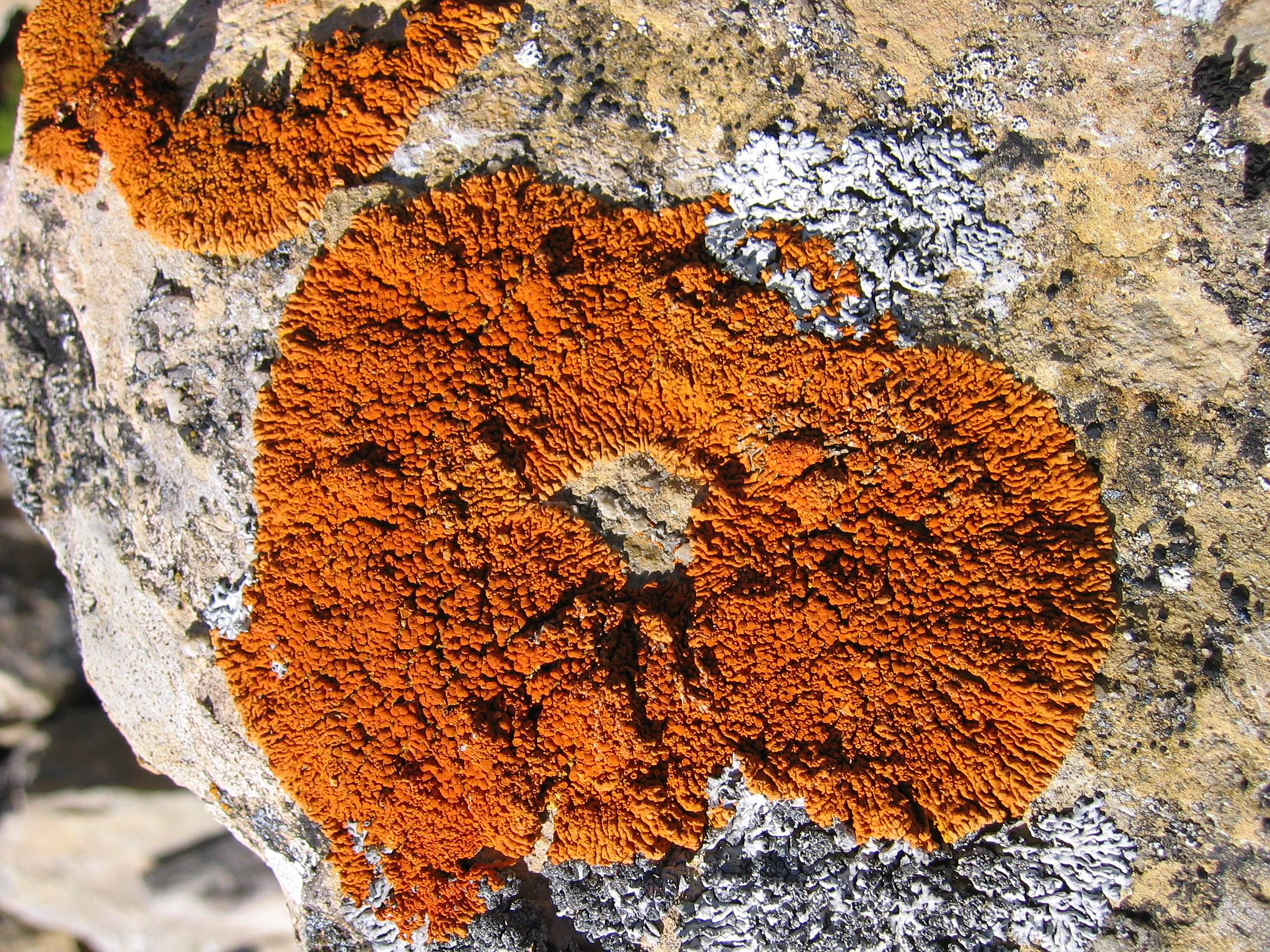
Praktlav

## Släktträd
Kladogram enligt Catalogue of Life och Dyntaxa:
| Xanthoria | \| \| Xanthoria alexanderbaai \| \| \| \| \| \| Xanthoria ascendens \| \| \| \| \| \| Xanthoria aureola \| \| \| \| \| \| Xanthomendoza borealis \| \| \| \| \| \| Xanthoria calcicola \| \| \| \| \| \| Xanthoria candelaria \| \| \| \| \| \| Xanthoria doidgeae \| \| \| \| \| \| Xanthoria ectaneoides \| \| \| \| \| \| Xanthoria elegans \| \| \| \| \| \| Xanthoria fallax \| \| \| \| \| \| Xanthoria fulva \| \| \| \| \| \| Xanthoria hirsuta \| \| \| \| \| \| Xanthoria inflata \| \| \| \| \| \| Xanthoria karrooensis \| \| \| \| \| \| Xanthoria parietina \| \| \| \| \| \| Xanthoria poeltii \| \| \| \| \| \| Xanthoria polycarpa \| \| \| \| \| \| Xanthoria sorediata \| \| \| \| \| \| Xanthoria tenax \| \| \| \| \| \| Xanthoria tenuiloba \| \| \| \| \| \| Xanthoria ucrainica \| \| \| \| \| \| Oxneria ulophyllodes \| \| \| \| |
|           | \| \| Xanthoria alexanderbaai \| \| \| \| \| \| Xanthoria ascendens \| \| \| \| \| \| Xanthoria aureola \| \| \| \| \| \| Xanthomendoza borealis \| \| \| \| \| \| Xanthoria calcicola \| \| \| \| \| \| Xanthoria candelaria \| \| \| \| \| \| Xanthoria doidgeae \| \| \| \| \| \| Xanthoria ectaneoides \| \| \| \| \| \| Xanthoria elegans \| \| \| \| \| \| Xanthoria fallax \| \| \| \| \| \| Xanthoria fulva \| \| \| \| \| \| Xanthoria hirsuta \| \| \| \| \| \| Xanthoria inflata \| \| \| \| \| \| Xanthoria karrooensis \| \| \| \| \| \| Xanthoria parietina \| \| \| \| \| \| Xanthoria poeltii \| \| \| \| \| \| Xanthoria polycarpa \| \| \| \| \| \| Xanthoria sorediata \| \| \| \| \| \| Xanthoria tenax \| \| \| \| \| \| Xanthoria tenuiloba \| \| \| \| \| \| Xanthoria ucrainica \| \| \| \| \| \| Oxneria ulophyllodes \| \| \| \| |
|           | Caloplaca |
|           | |
|           | Fulgensia |
|           | |
|           | Oxneria |
|           | |
|           | Seirophora |
|           | |
|           | Teloschistes |
|           | |
|           | Xanthoanaptychia |
|           | |
|           | Xanthomendoza |
|           | |
|           | Xanthoria alexanderbaai |
|           | |
|           | Xanthoria ascendens |
|           | |
|           | Xanthoria aureola |
|           | |
|           | Xanthomendoza borealis |
|           | |
|           | Xanthoria calcicola |
|           | |
|           | Xanthoria candelaria |
|           | |
|           | Xanthoria doidgeae |
|           | |
|           | Xanthoria ectaneoides |
|           | |
|           | Xanthoria elegans |
|           | |
|           | Xanthoria fallax |
|           | |
|           | Xanthoria fulva |
|           | |
|           | Xanthoria hirsuta |
|           | |
|           | Xanthoria inflata |
|           | |
|           | Xanthoria karrooensis |
|           | |
|           | Xanthoria parietina |
|           | |
|           | Xanthoria poeltii |
|           | |
|           | Xanthoria polycarpa |
|           | |
|           | Xanthoria sorediata |
|           | |
|           | Xanthoria tenax |
|           | |
|           | Xanthoria tenuiloba |
|           | |
|           | Xanthoria ucrainica |
|           | |
|           | Oxneria ulophyllodes |
|           | |

|  | Xanthoria alexanderbaai |
|  |                         |
|  | Xanthoria ascendens     |
|  |                         |
|  | Xanthoria aureola       |
|  |                         |
|  | Xanthomendoza borealis  |
|  |                         |
|  | Xanthoria calcicola     |
|  |                         |
|  | Xanthoria candelaria    |
|  |                         |
|  | Xanthoria doidgeae      |
|  |                         |
|  | Xanthoria ectaneoides   |
|  |                         |
|  | Xanthoria elegans       |
|  |                         |
|  | Xanthoria fallax        |
|  |                         |
|  | Xanthoria fulva         |
|  |                         |
|  | Xanthoria hirsuta       |
|  |                         |
|  | Xanthoria inflata       |
|  |                         |
|  | Xanthoria karrooensis   |
|  |                         |
|  | Xanthoria parietina     |
|  |                         |
|  | Xanthoria poeltii       |
|  |                         |
|  | Xanthoria polycarpa     |
|  |                         |
|  | Xanthoria sorediata     |
|  |                         |
|  | Xanthoria tenax         |
|  |                         |
|  | Xanthoria tenuiloba     |
|  |                         |
|  | Xanthoria ucrainica     |
|  |                         |
|  | Oxneria ulophyllodes    |
|  |                         |